# Пам'ятник Миколаю Копернику (Краків)
Пам'ятник Миколая Коперника — пам'ятка у Кракові, присвячена астроному Миколаю Копернику, колишньому студенту Краківської академії.
Пам'ятник роботи скульптора Ципріана Годебського був виконаний у 1899 році. Урочисте відкриття відбулося 8 червня 1900 року у дворі Колегіум Маюс — найстарішої будівлі Ягеллонського університету. У 1953 році з ініціативи професора Кароля Естрайхера-молодшего пам'ятник був перенесений до міського парку Краківські Планти і встановлений перед будівлею Коллегіуму Вітковського Ягеллонського університету, де і знаходиться в даний час.
Бронзова пам'ятка зображує Миколая Коперника в костюмі студента. Він стоїть на гранітному п'єдесталі, в який вмонтовано чотири мармурові барельєфи з латинськими написами, присвяченими пам'яті астронома. У руках Коперник тримає астролябію. Спочатку пам'ятник був спроектований як фонтан, про що свідчать пристрої для стоку води внизу п'єдесталу. Чотири мармурові колони, що оточують п'єдестал, були підібрані до неоготичного стилю будівлі Колегіум Маюс.
Ініціатором зведення пам'ятника був історик мистецтв Маріан Соколовський. Кошти, на які було зведено пам'ятник, спочатку призначалися для придбання картин про історію Ягеллонського університету роботи Яна Матейка, проте вони не були написані через смерть художника. Відкриття пам'ятника Копернику було присвячено 500-річному ювілею оновлення Ягеллонського університету.
Крім пам'ятника Ягеллонському університету, у Кракові є ще два пам'ятники Миколі Копернику:
- у костелі Святої Анни знаходиться пам'ятник Копернику, який спроєктував і оплатив 1822 року архітектор-єзуїт Себастьян Сераковський, його виконав з чорного мармуру Ян Непомукен Гальєго. Пам'ятник зображує музу астрономії Уранію, що тримає однією рукою щит із сузір'ями, а іншою — лавровий вінок на Копернику.
- пам'ятник, що зображує сидячого Миколая Коперника з астролябією і розкритою книгою на сходах будівлі Академії знань на Славковській вулиці, робота Валерія Гадомського 1872 року. Спорудження цього пам'ятника фінансувала аристократка Софія Потоцька. Відкриття пам'ятника у будівлі Академії знань у лютому 1873 року було присвячено 400-річчю від дня народження астронома.